# Наггетсы
На́ггетсы (англ. chicken nuggets) — блюдо американской кухни из филе куриной грудки в хрустящей панировке, обжаренной в масле. Изобретённые в 1950-х годах куриные наггетсы стали популярным блюдом ресторанов быстрого питания, а также широко продаются замороженными для домашнего использования.

## История
Слово «наггет» (англ. ед. nugget, множ. nuggets) появилось в 1850-х годах во время золотой лихорадки в Америке и обозначало самородок золота.
Через сто лет, в 1950 году, учёный Роберт Бейкер, профессор факультета пищевых технологий Корнеллского университета, создал рецепт куриного филе в идеальной, крепкой и очень хрустящей корочке. Академическая работа о наггетсах была успешно представлена Робертом Бейкером, но сам рецепт тем не менее запатентован не был. Этот кусок курицы размером с укус человеком, покрытый жидким тестом, а затем обжаренный во фритюре, Бейкер и его коллеги назвали «Chicken Crispie». В эти же годы профессор разработал способы приготовления наггетсов таким образом, чтобы их можно было заморозить и разморозить без потерь целостности панировки и свойств готового продукта. Им же была изобретена и машина для покрытия курицы панировкой.
В то время мясная промышленность сталкивалась с двумя проблемами: возможность измельчения фарша без кожицы и получение покрытия для жидкого теста, которое можно было как обжарить, так и заморозить, не отслаиваясь. Инновации Бейкера решили эти проблемы и позволили формировать куриные наггетсы любой формы, сначала покрывая мясо уксусом, солью, зерном и сухим молоком, чтобы оно скреплялось, а затем использовали тесто на основе яиц и зерна, которые можно было жарить, так и замораживать.

### «Чикен Макнаггетс»

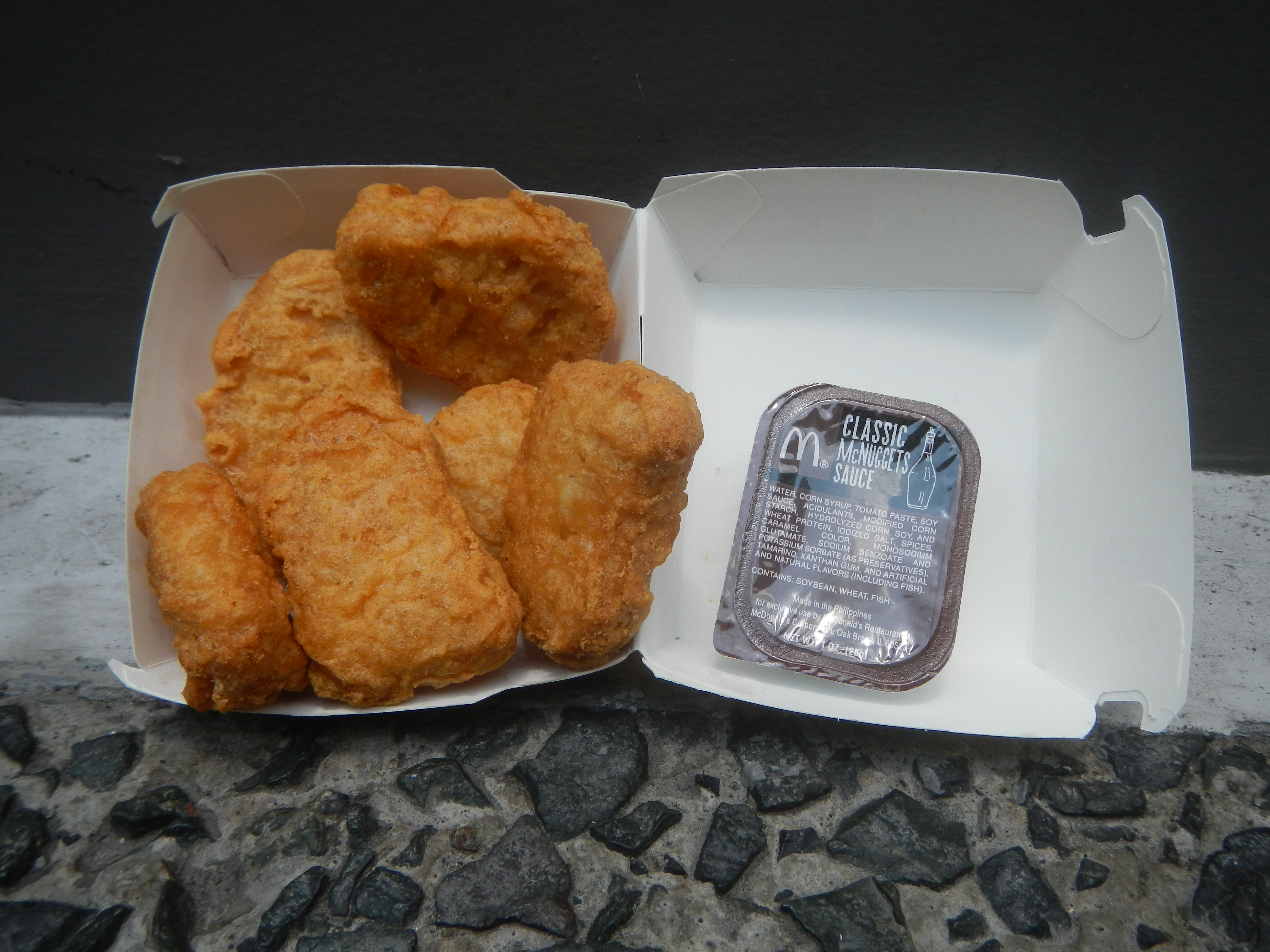
«Чикен Макнаггетс» в McDonald’s с соусом

«Чикен Макнаггетс» (англ. Chicken McNuggets) были разработаны компанией Keystone Foods для сети McDonald’s в конце 1970-х годов и представлены на некоторых рынках в 1981 году. Они стали доступны по всем США к 1983 году после устранения проблем с поставками курицы. По данным McDonald’s, их наггетсы выпускаются в четырёх формах: «колокольчик», «галстук-бабочка», «мяч» и «ботинок». Причина наличия четырёх разных форм — обеспечение одинакового времени приготовления для пищевой безопасности. В августе 2016 года компания объявила, что их наггетсы больше не содержат искусственных консервантов.

## Информация о питании
Куриные наггетсы обычно считаются жирной и нездоровой пищей. В исследовании, опубликованном в American Journal of Medicine, анализировался состав куриных наггетсов из двух американских сетей быстрого питания. Было обнаружено, что менее половины материала составляли скелетные мышцы, а количество жира составляло равное или большее количество. Другие компоненты включали эпителиальную ткань , костную ткань, нервную ткань и соединительную ткань. Авторы пришли к выводу, что «куриные наггетсы в основном жирные, и их название неправильное».

## Производство
Обработка куриных наггетсов начинается с обвалки. Курицу нарезают и придают ей правильный размер. Это делается либо вручную, либо с помощью ряда автоматических ножей, либо с помощью процесса, называемого измельчением (метод обвалки, при котором более мягкие части куриной тушки проталкиваются через сетку, оставляя более твёрдые части, в результате мясная паста (если используется, этой пасте затем придана форма перед взбиванием). Кусочки измельчают и панируют в большом цилиндрическом барабане, который вращается, равномерно покрывая все кусочки желаемыми специями и панировкой. Затем куски обжариваются в масле, пока тесто не застынет и не приобретет желаемый цвет снаружи. Наконец, наггетсы упаковываются, замораживаются и хранятся готовыми к отправке. Хотя конкретные ингредиенты и методы производства могут различаться у разных производителей, описанные выше методы справедливы для большей части отрасли.

### Рецепты приготовления наггетсов
Источник фотографии.

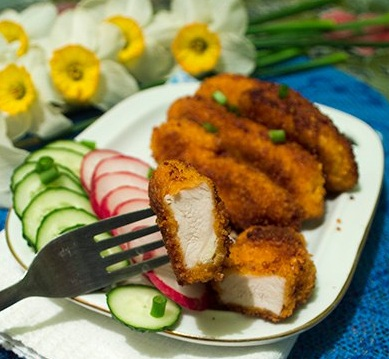
Куриные наггетсы.

Исходным рецептом наггетсов, отправной точкой в их истории, было перетёртое куриное филе с грудки, сформированное в небольшие кусочки, а затем запанированное в муке, яйце и панировочных сухарях (два раза для большей плотности и хруста) и обжаренное в масле (фритюре). Благодаря крепкой панировке мясной сок и вкус оставался внутри, а сверху было «золото» наггетса — хрустящая вкусная корочка. В филе также добавлялись специальные ингредиенты, которые делали его вязким, тем самым обеспечивая соединение мяса и панировки на 100 %. На сегодняшний день самый популярный рецепт наггетсов — из цельного куриного филе. Его промывают и сушат, нарезают кусочками средней величины поперёк волокон. После этого солят и перчат, обмакивают в муке (стряхивая излишки), затем в яйце и основательно — в панировочных сухарях, прижимая их плоской стороной ножа. После этого выкладывают наггетсы подсохнуть на вощеную бумагу (так панировка будет лучше держаться) и обжаривают в большом количестве масла. К наггетсам подают майонез и кетчуп. Французские наггетсы готовятся по такому же рецепту, но панировочные сухари в равных долях смешиваются с пармезаном, а обжаривают наггетсы в светлом сливочном масле. Такие наггетсы подают с соусом из светлого масла, зелени, перца и соли (возможно добавление чеснока). Вегетарианские наггетсы готовятся из картофеля, капусты и других овощей, грибов, нута (и других бобовых), сыра. Каждый кулинар вносит в рецепт наггетсов что-то своё, тем самым продолжая их историю.

## В популярной культуре
Куриные наггетсы были предметом продовольственных проблем, явлений в социальных сетях и многих других форм общественной дурной славы. Блюдо послужило источником вдохновения для ресторанов изысканной кухни, упражнений и даже для полнометражных постановок, включая Cooties, фильм о школьниках, которые съели куриные наггетсы, заражённые вирусом, который превращает детей, не достигших половой зрелости, в зомби. Томас Велборн является мировым рекордсменом по съедению наибольшего количества куриных наггетсов за три минуты (746 граммов, или примерно 42 куриных наггетса).
Самый ретвитируемый твит в 2017 году сделал Картер Вилкерсон, который спросил Wendy's, что нужно, чтобы они предложили ему год бесплатных «самородков». На твит было отправлено более 3,5 миллионов ретвитов.
Самый большой зарегистрированный куриный наггетс весил 51,1 фунта (23,2 кг), имел 3,25 фута (0,99 м) в длину и 2 фута (0,61 м) в ширину и был создан компанией Empire Kosher. Он был представлен на Kosherfest в Секокус, штат Нью-Джерси, 29 октября 2013 года.

## Альтернативы
Некоторые рестораны быстрого питания запустили вегетарианские альтернативы. В McDonald’s подают Garden McNuggets из бобов, а шведский ресторан быстрого питания Max Hamburgers предлагает блюдо, содержащее наггетсы из фалафеля. Quorn также поставляет вегетарианские наггетсы из микопротеина.